# Euriphene ribensis
Euriphene ribensis är en fjärilsart som beskrevs av Ward 1871. Euriphene ribensis ingår i släktet Euriphene och familjen praktfjärilar. Inga underarter finns listade i Catalogue of Life.